# Konsu järv
Konsu järv är en sjö i Estland.   Den ligger i landskapet Ida-Virumaa, i den östra delen av landet, 160 km öster om huvudstaden Tallinn. Konsu järv ligger 44 meter över havet. Arean är 1,1 kvadratkilometer. I omgivningarna runt Konsu järv växer i huvudsak blandskog. Den sträcker sig 1,8 kilometer i nord-sydlig riktning, och 1,2 kilometer i öst-västlig riktning.